# Otis Davis
Otis Crandall Davis (Tuscaloosa, Alabama, 12 de julio de 1932-14 de septiembre de 2024) fue un atleta estadounidense que ganó dos medallas de oro en los Juegos Olímpicos de Roma 1960, en 400 metros lisos y relevos 4 x 400 metros.

## Biografía
Al principio era jugador de baloncesto, deporte gracias al cual obtuvo una beca para estudiar en la Universidad de Oregón. Precisamente allí comenzó en el atletismo, cuando ya había cumplido los 26 años. Su descubridor fue el famoso entrenador Bill Bowerman, quien años más tarde se convertiría en cofundador de la compañía Nike. En solo dos años Otis Davis se convertiría en el mejor cuatrocentista del mundo.
Su gran momento llegó en los Juegos Olímpicos de Roma 1960. La final de los 400 metros, celebrada el 6 de septiembre, fue muy reñida. El gran favorito era el alemán occidental Carl Kaufmann, vigente plusmarquista mundial. Davis y Kaufmann llegaron prácticamente igualados a la línea de llegada, pero finalmente la victoria correspondió a Otis Davis, que además de ganar el oro se convirtió en el primer hombre en la historia en bajar de la mítica barrera de los 45 segundos en esta prueba, con 44,9. Carl Kaufmann se llevó la plata con el mismo tiempo que Davis, mientras el bronce fue para el sudafricano Malcolm Spence con 45,5
Dos días más tarde Davis ganó su segunda medalla de oro como parte del equipo estadounidense de relevos 4 x 400 metros, junto a Jack Yerman, Earl Young y Glenn Davis, que además batieron el récord mundial con 3:02,2. La medalla de plata correspondió a Alemania Occidental con 3:02,7 (récord europeo) y el bronce a las Indias Occidentales con 3:04,0
Después de los Juegos su carrera deportiva prácticamente se acabó. Regresó a Oregón, donde se licenció y ejerció como profesor de instituto en la localidad de Springfield. También fue entrenador, y desde entonces ha trabajado en ámbitos relacionados con la educación y el deporte.
En 2004 fue incluido en el Salón de la Fama del atletismo estadounidense.